# Goehner
Goehner – wieś w Stanach Zjednoczonych, w stanie Nebraska, w hrabstwie Seward.